# Scoparia dulcis
Scoparia dulcis är en grobladsväxtart som beskrevs av Carl von Linné. Scoparia dulcis ingår i släktet Scoparia och familjen grobladsväxter. Utöver nominatformen finns också underarten S. d. abrahamii.

## Bildgalleri

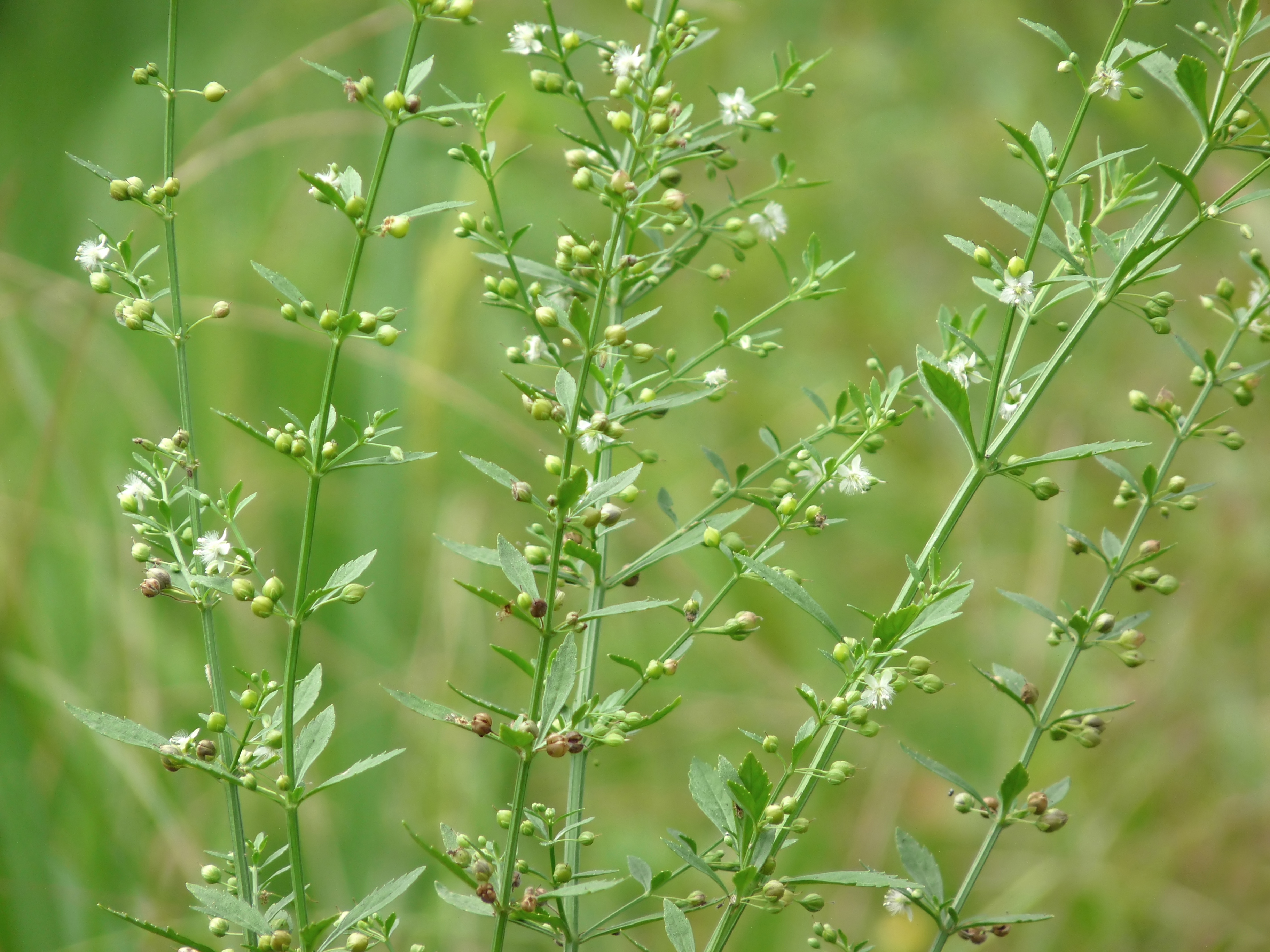
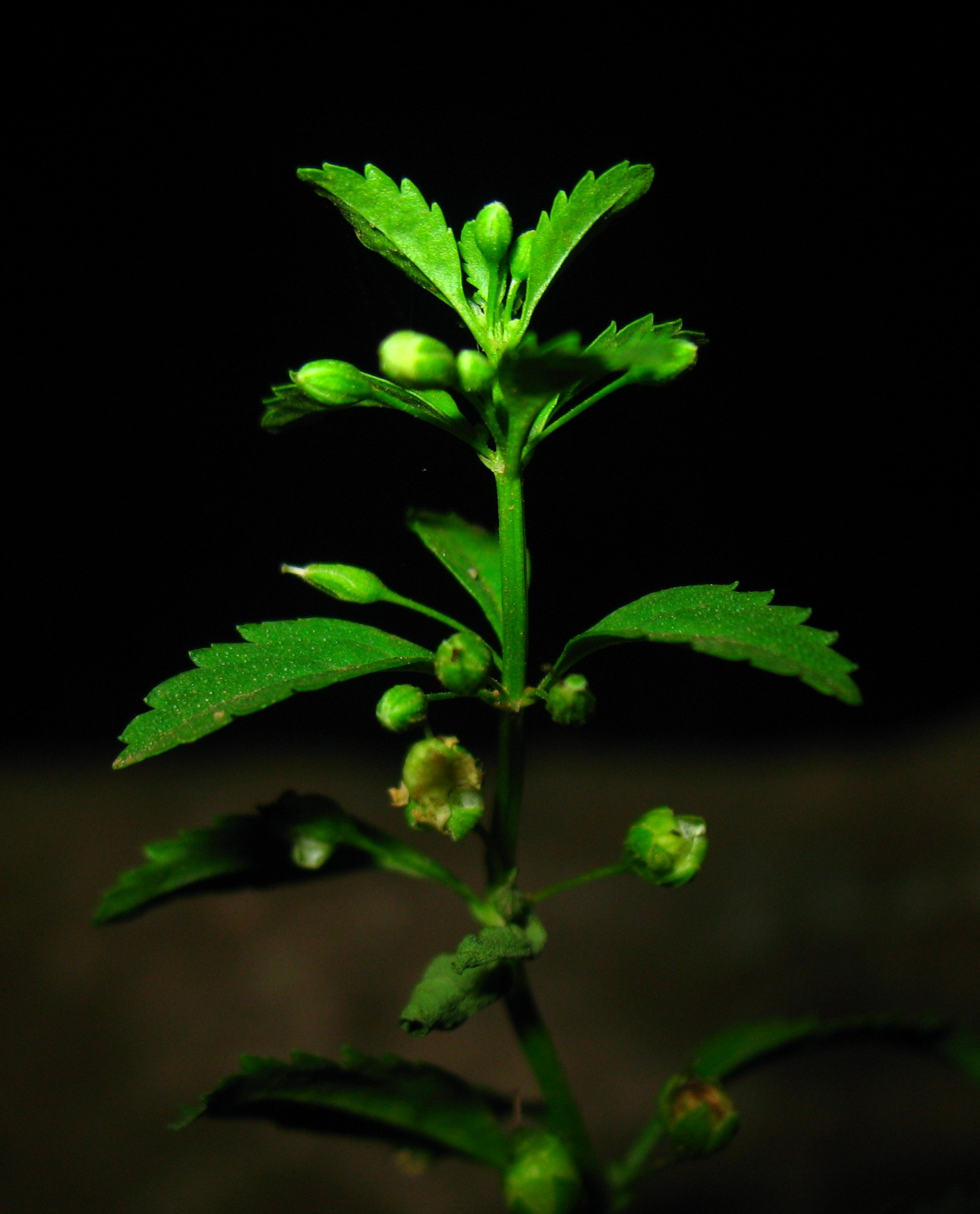
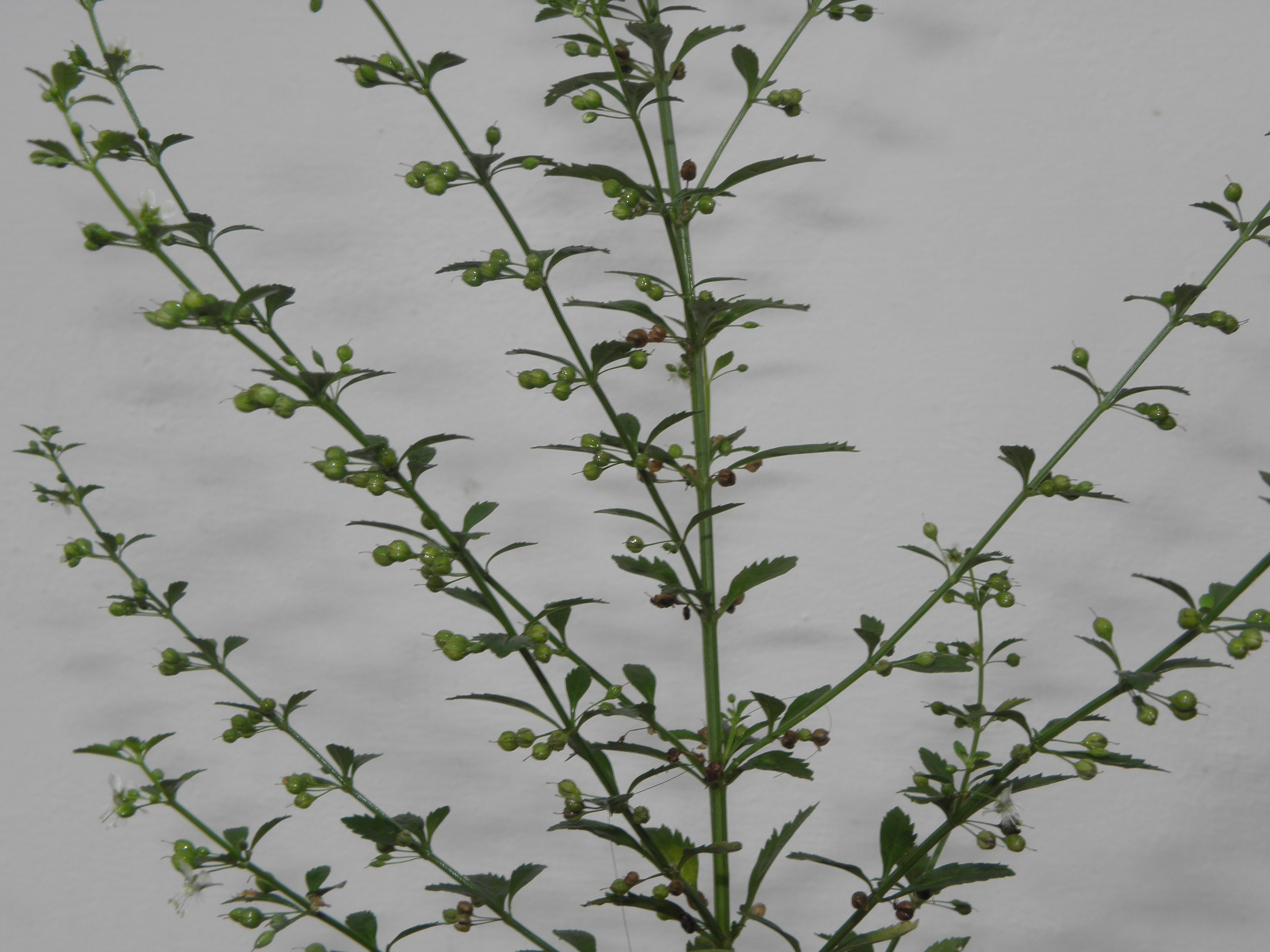
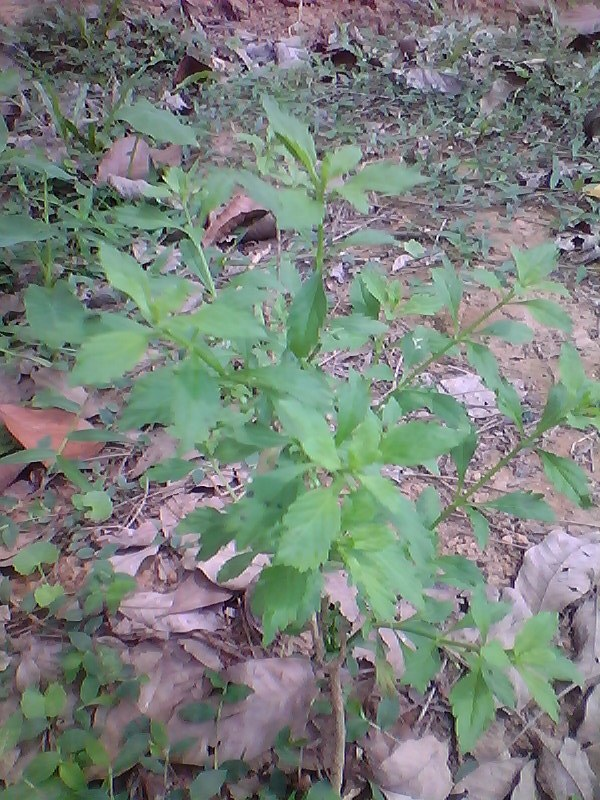
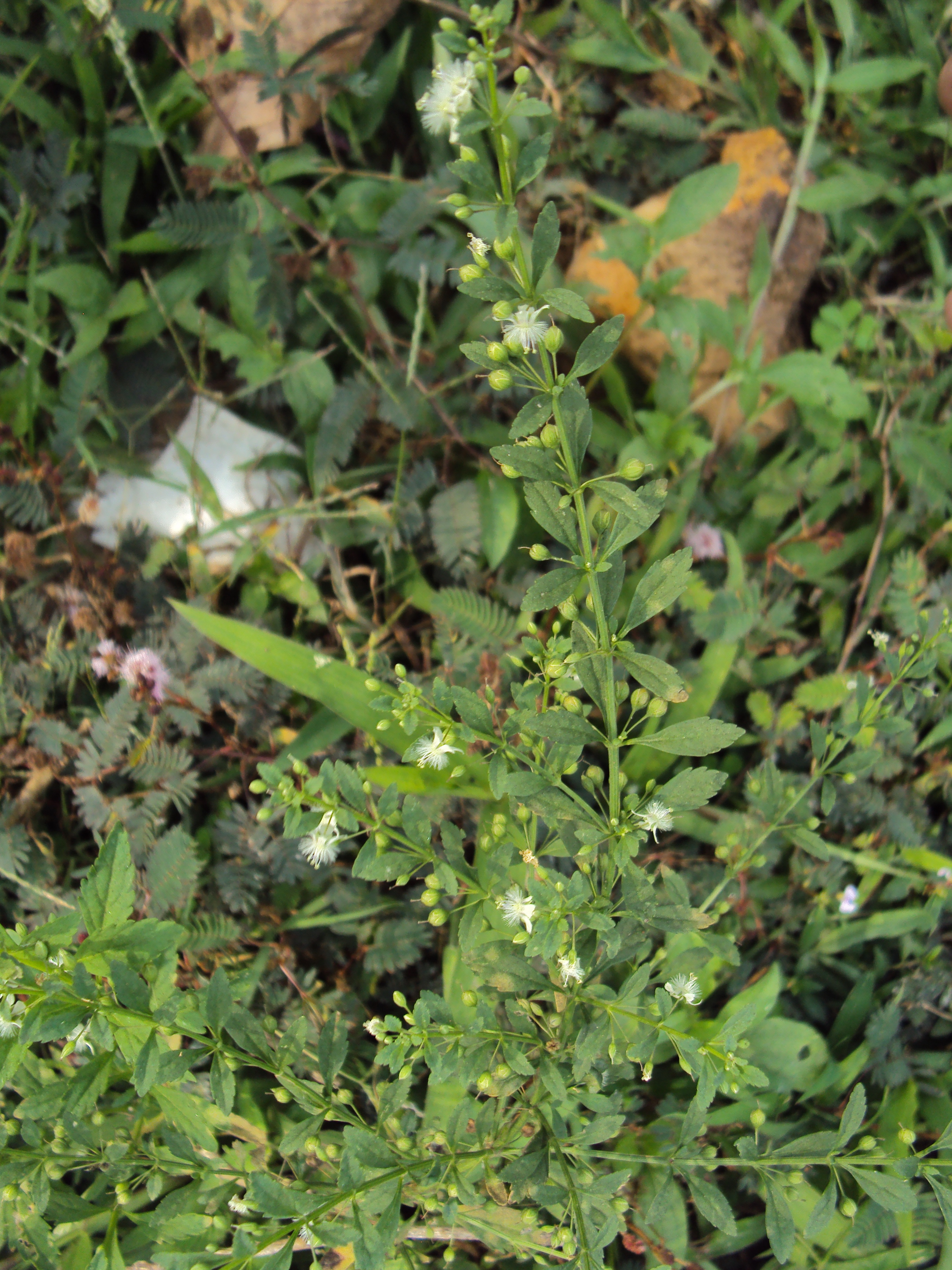